# Louis (monnaie)
Pour les articles homonymes, voir Louis et Louis d'or.
Le louis,, est la dénomination courante de la monnaie d'or française frappée de 1640 à 1792. Par la suite, la pièce de vingt francs fut appelée « louis » ou « napoléon ».
Le louis est désigné du nom de Louis XIII (1601-1643), le roi de France et de Navarre qui, le premier, fit frapper cette monnaie.

## Création
C'est en 1640 que Louis XIII, par l'entremise de Claude de Bullion, décide de réformer le système monétaire français, pour stabiliser la monnaie, restaurer la confiance en celle-ci, rivaliser avec les monnaies espagnoles comme le doublon ou la pistole, fournir du numéraire pour faciliter les paiements alors largement réglés en billets à ordre ou cessions de créances et enfin encourager les premiers placements refuges.
Avant cette date, la France possédait comme monnaie d'or l'écu d'or. L'écu d'or frappé sous Louis XIII pèse 3,375 g et équivaut à cette époque à 5 livres tournois (LT) et 15 sols, soit 1 380 deniers, selon le système de comptabilité monétaire livre/sol/denier (1 LT = 20 sols = 240 deniers), qui va rester en vigueur jusqu'en 1795. La livre équivaut à un peu plus de 0,6 g d'or pur. Des écus d'argent sont aussi frappés et sont appelés « écus de 6 livres ». 
La création du louis d'or est décidée par la déclaration donnée à Saint-Germain-en-Laye le 31 mars 1640,, : il pèse 6,752 g, soit la valeur de deux écus d'or, donc 11 livres et 10 sols.
Sur le plan comptable, on exprime de grosses sommes désormais en louis et en livres. Par exemple, un tableau acheté 10 louis en 1645 équivaut à environ 110 livres. Le louis ne remplace pas l'ancien système ; il le complète et surtout le détache des aléas du cours de la livre par rapport aux autres monnaies européennes : par une série de réformations, le roi peut décider qu'un louis vaut plus ou moins tant de livres et c'est tout l'intérêt de cette réforme. Par conséquent, le louis d'or institue une forme de placement refuge qui tiendra jusqu'à la Révolution française.

## Fabrication
Depuis Henri II, la « frappe au balancier » concurrence peu à peu celle « au marteau », elle permet de fabriquer des monnaies avec une grande précision et à meilleur rythme ; c'est le cardinal de Richelieu qui initie et fait, grâce à Jean Warin puis, par le biais du fils de ce dernier, François, avec le « balancier à vis Delaunay », que cette technique s'imposera dans tous les ateliers du royaume.
Cinq pièces courantes sortent des ateliers : le demi-louis, le louis, le double louis, le quadruple louis et le dix louis. À côté de ces pièces courantes est fabriquée, à un petit nombre d'exemplaires, une série de monnaies de grand module, respectivement de huit, seize et vingt louis. La pièce de "vingt louis", au poids de dix louis tels qu'on les définit depuis 1689, reste la plus grande et la plus lourde monnaie d'or française jamais frappée en France et pesait 67,52 g. Ces pièces de plaisir et de prestige, destinées à servir de cadeaux et à prouver le savoir-faire de la Monnaie de Paris, n'ont pas circulé. Elles sont également l'œuvre du graveur général des monnaies originaire de Liège, Jean Warin.

## Modules courants
Les valeurs en livres ont été ici arrondies, en réalité elles n'étaient en rien décimales :
- le demi-louis, valant 5 livres tournois (LT) ou 100 sols, avec un diamètre de 20 mm et un poids de 2 deniers et 15 grains, soit 3,376 g[13] ;
- le louis d’or, valant 10 LT, avec un diamètre de 25 mm et un poids de 5 deniers et 6 grains, soit 6,752 g ;
- le double louis d’or, valant 20 LT, avec un diamètre de 28,5 mm et un poids de 10 deniers et 12 grains, soit 13,47 g[14] ;
- le quadruple louis d’or, soit 40 LT, avec un diamètre de 35 mm et un poids de 26,88 g ;
- le 10 louis d'or, soit 100 LT, avec un diamètre de 44 mm et un poids de 67,518 g[15].

## Évolution de la valeur légale du louis (1640-1785)
Le tableau ci-dessous montre combien de louis d'or sont produits — taillés — dans une masse de métal d'or fin appelée « marc de Paris », lequel équivaut à 244,80 g. Ce nombre évolue en fonction des édits royaux. Les variations, sensibles, sont fonction des pénuries de métal et donc de la situation économique et politique du royaume.
| Année | Taille au marc | Poids (en g) | Cours légal (en livres tournois) |
| ----- | -------------- | ------------ | -------------------------------- |
| 1640  | 36 ¼           | 6,752        | 11 ½                             |
| 1709  | 30             | 8,16         | 19 (guerre)                      |
| 1716  | 40             | 6,12         | 29 (système de Law)              |
| 1718  | 25             | 9,79         | 52 (dévaluation)                 |
| 1723  | 37 ½           | 6,53         | 26 (réformation)                 |
| 1726  | 30             | 8,16         | 23                               |
| 1785  | 32             | 7,65         | 24 (réforme)                     |

### Exemple de coût de fabrication (1783)
En 1783, le coût de la fabrication d'une pièce est estimé à 2,1 % d'or  :

« 30 Louis doivent, en vertu de l'ordonnance, être taillés d'un marc d'or du titre de 22 carats, dont il est permis aux maîtres des monnaies de déduire 12 grains pour le remède de poids & 10/32 de carats, pour remède de loi. Cette opération faite, il résulte que 30+30/383 louis pèsent un marc d'or de 21+22/32 carats, lesquels, à raison de 24 l font 721 livres, 17 sols et 7 deniers tournois, & au prix de l'or fin de 784 livres, 11 sols, 11+598/684 deniers, fixé dans les hôtels des monnaies de France, le marc des louis de cette fabrication ne coûte au gouvernement que 707 livres 00 sols 6 deniers. Il y a donc 14 livres 17 sols et 1 denier pour les frais de la fabrication ; ce qui répond à 2,1 % »

— Encyclopédie méthodique. Commerce. T. 3, [Kabak-Zoroche] / . Tome premier [-troisiéme], Nicolas Baudeau, 1783-1784

## Les différents types

### LouisXIII(1610-1643)

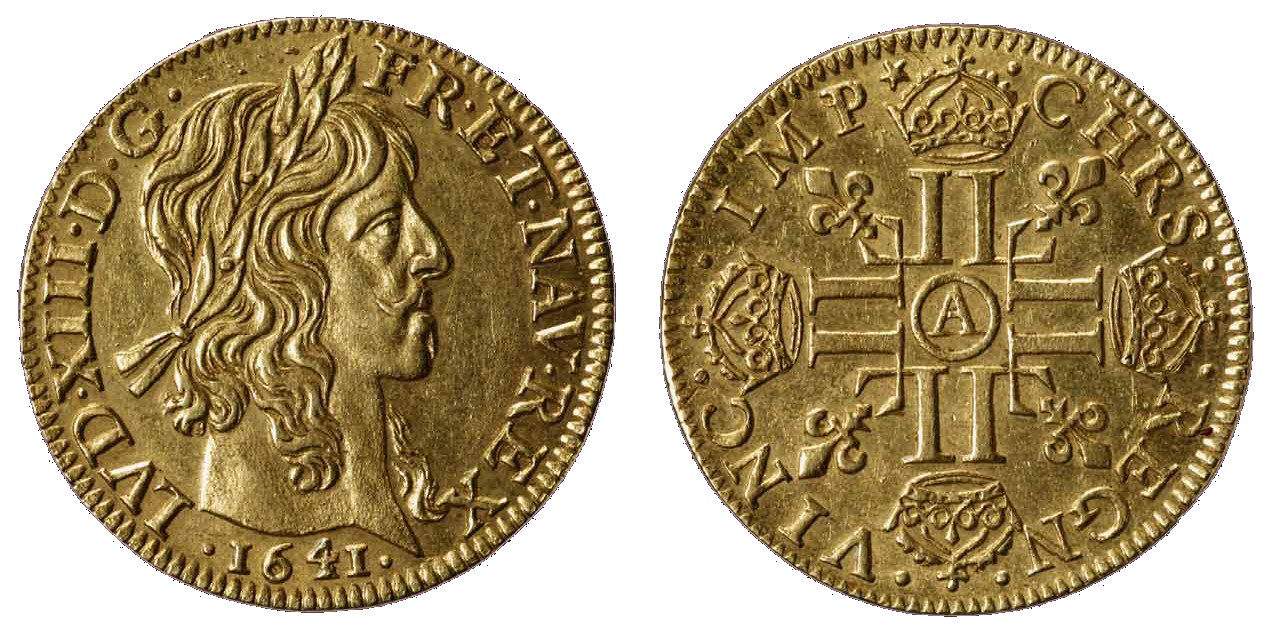
Louis de Louis XIII, diamètre 25 mm, poids 6,752 g.

Frappé en 1641, ce louis présente les caractéristiques suivantes :
- avers : la tête laurée du roi tournée à droite, avec la légende suivante en latin : LVD XIII DG - FR ET NAV REX, (LVDOVICVS XIII DEI GRATIA FRANCIAE ET NAVARRAE REX), c'est-à-dire « Louis XIII, roi de France et de Navarre par la grâce de Dieu » ;
- revers : le monogramme : croix formée de 4 doubles L surmontés de couronnes et séparés par des fleurs de lys, la lettre de l'atelier dans un cercle en cœur. La légende latine CHRS REGN VINC IMP, (CHRISTVS REGNAT VINCIT IMPERAT), c'est-à-dire « Le Christ règne, vainc et commande » ;
- maître graveur : Jean Warin.

### LouisXIV(1643-1715)

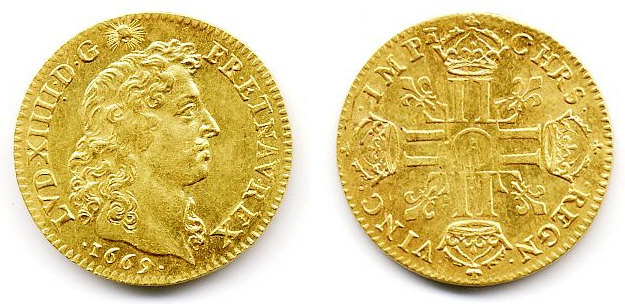
Louis de Louis XIV, 1669, diam. 25 mm, poids 6,75 g.

Frappé en 1669, et communément appelé louis « aux huit L », il présente les caractéristiques suivantes :
- avers : la tête laurée du roi tournée à droite, avec la légende suivante en latin : LVD XIIII DG - FR ET NAV REX, c'est-à-dire « Louis XIV, roi de France et de Navarre par la grâce de Dieu » ;
- revers : le monogramme à la croix formée de quatre doubles L surmontés de couronnes et séparés par des fleurs de lys, la lettre de l'atelier dans un cercle en cœur. La légende CHRS REGN VINC IMP, c'est-à-dire « Le Christ règne, vainc et commande ».

Il existe d'autres types : « jeune à la mèche longue », « à l'écu », « vieux aux 4 L », etc.

### LouisXV(1715-1774)

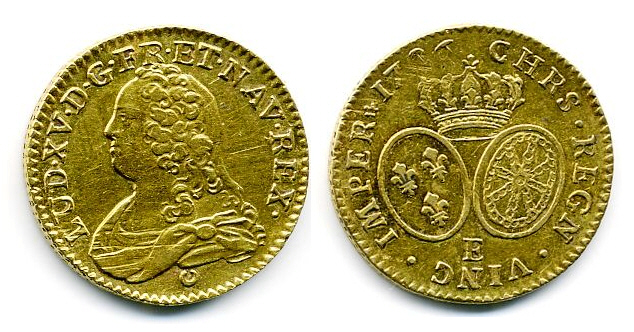
Louis de Louis XV, 1726, diam. 24 mm, poids 8,16 g.

Frappé en 1726, et communément appelé louis « aux lunettes », il présente les caractéristiques suivantes :
- avers : la tête du roi tournée à gauche, avec la légende suivante en latin : LUD XV DG - FR ET NAV REX, c'est-à-dire « Louis XV, roi de France et de Navarre par la grâce de Dieu » ;
- revers : le monogramme : écus ovales inclinés de France et de Navarre surmontés d'une couronne, la lettre de l'atelier étant reprise dans la partie inférieure. La légende CHRS REGN VINC IMPER, c'est-à-dire « Le Christ règne, vainc et commande » ;
- maître graveur : Norbert Roettiers.

Autres types : « au soleil » (1715), « aux insignes » (1716), « de Noailles » (1717), « à la croix de Malte » (1718-19), « aux deux L » (1720-23), « mirliton » (1723-25), « au buste habillé » (1734), « au bandeau » (1769) et « à la vieille tête » (1771).

### LouisXVI(1774-1793)

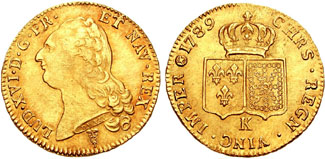
Double louis de Louis XVI de 1789, diam. 28 mm, poids 15,3 g.

Issu de la réforme de 1785 décidée par Charles-Alexandre de Calonne, ce type fut frappé jusqu'en 1792.
- Avers : LUD.XVI. D. G. FR ET NAV. REX (Louis XVI Par la grâce de Dieu roi de France et de Navarre) + marque d'atelier sous le buste.
- Revers : CHRS REGN VINC IMPER (Le Christ règne, vainc et commande) + millésime.

Autre types : « aux palmes » (1774) et gravé par Duvivier, « au buste habillé » (1774-85), « à la corne » (Strasbourg, 1786).

## Pérennité

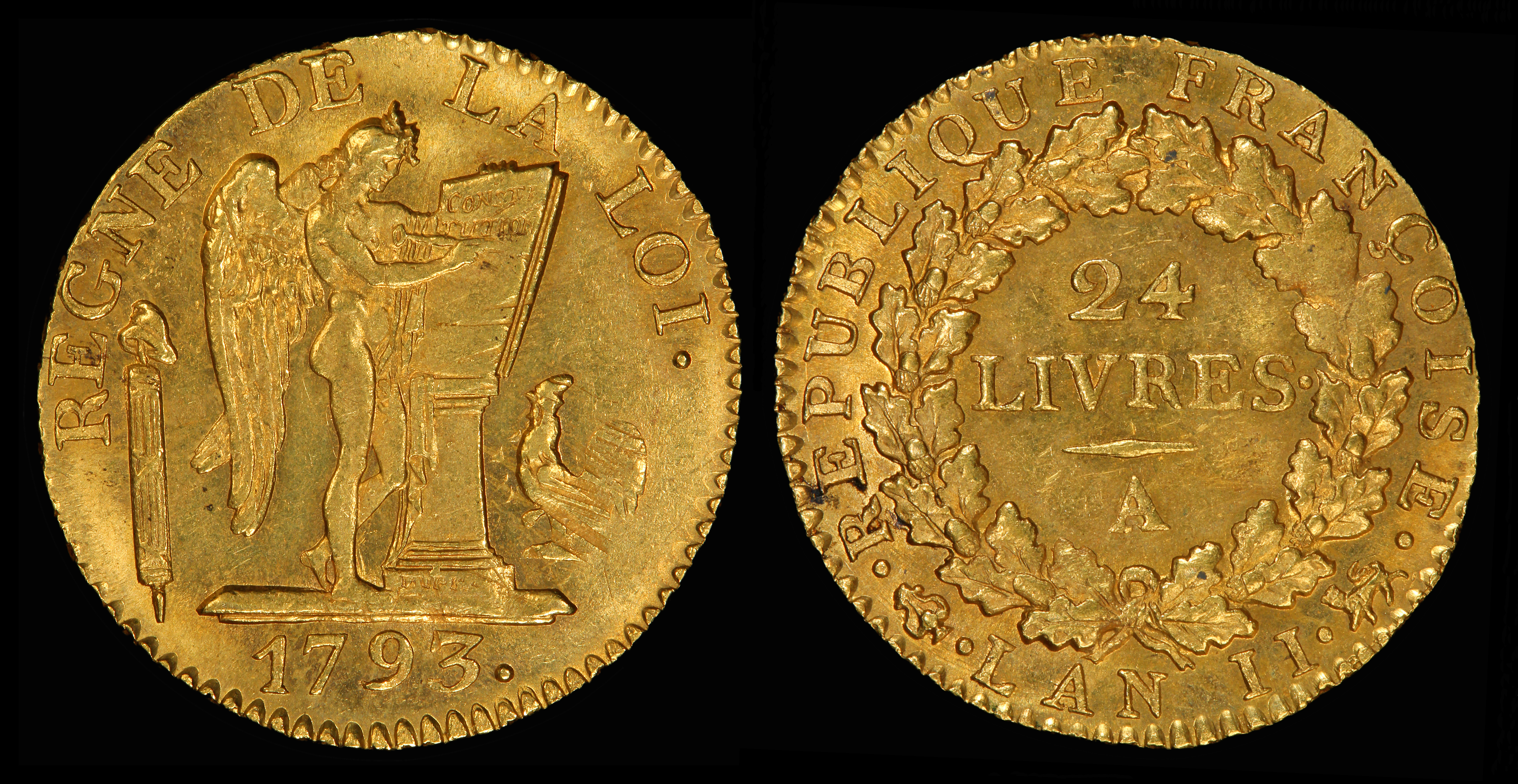
« Louis » constitutionnel de 24 livres République Françoise, 1793, pesant 7,649 g, gravé par Augustin Dupré.

Fin 1792, le louis de 24 livres pesant 7,649 g d'or à l'effigie de Louis XVI fut remplacé par le type « Au génie » gravé par Augustin Dupré, comportant des mentions constitutionnelles et surtout, une valeur faciale (ce qui n'était pas le cas sous l'Ancien Régime). 
À la suite du changement monétaire, de la décimalisation et de l'émission des premiers francs germinal, une pièce de 20 francs pesant 6,451 61 g d'or, revêtit le portrait de Bonaparte premier consul, futur Napoléon empereur. Ce module « 20 francs » or à 900 millièmes (soit 5,805 g d'or fin) fut en vigueur de 1801 à 1914. Le terme « napoléon » entra alors en concurrence avec celui de « louis ». Le dernier sera frappé en 1914 avec au droit un coq et au revers une effigie de Marianne. 
Il existe une quantité de refrappes modernes du module Napoléon III ainsi que de la pièce de 20 francs au coq. En 1936, une pièce de 100 francs en or pesant 6,55 g fut frappée mais jamais ne circula.
Avec l'Union latine signée en 1865, d'autres pays européens frappèrent des pièces d'or au module et poids identique à celui de la pièce française de 20 francs. Dans le langage courant, ces pièces sont improprement appelées « louis d'or ».
En numismatique, on appelle « louis d'or » stricto sensu les pièces d'or françaises fabriquées entre 1640 et 1792.